# Francesco Di Carlo
Francesco Di Carlo (né à Altofonte le 18 février 1941 et mort à Paris le 16 avril 2020) est un membre de la mafia sicilienne devenu témoin d'État (couramment désigné par le terme pentito, en italien) ou repenti en 1996, et un témoin clef contre l’organisation criminelle.
Il a été accusé d'être le tueur de Roberto Calvi, surnommé « le banquier de Dieu », en charge de Banco Ambrosiano et de son étroite association avec la Banque du Vatican.

## Biographie
Francesco Di Carlo est né à Altofonte, où il a été initié dans la famille mafieuse en 1966 par le patron de l'époque, Salvatore La Barbera (à ne pas confondre avec le patron de Palerme Centro qui a été tué en 1963). Altofonte faisait partie du mandamento de San Giuseppe Jato, dirigé par Antonio Salamone et Giovanni Brusca. Il est devenu capo famiglia au milieu des années 1970. Selon le pentito Giuseppe Marchese, Di Carlo était un mafieux influent et un trafiquant de drogue lié au Clan des Corleonesi.
Francesco Di Carlo est décrit comme un mafieux élégant et intelligent qui a reçu une éducation au prestigieux collège jésuite de Gonzaga à Palerme où il a rencontré le prince Alessandro Vanni Calvello, témoin à son mariage. Di Carlo et Vanni Calvello étaient associés dans la discothèque Il Castello à San Nicola Arena, juste à l'extérieur de Palerme sur l'autoroute de Messine. Le club était populaire auprès du beau monde de Palerme, accueillant les concerts de Ray Charles et Amanda Lear, tout en servant de lieu de rencontre à la mafia.

### Expulsé de Cosa Nostra
Francesco Di Carlo a été expulsé (posato) de Cosa Nostra, en raison d'un conflit concernant une cargaison d'héroïne perdue ou d'un envoi non payé de haschisch. En raison de ses contributions à la mafia, il n'a pas été tué, mais a dû quitter l'Italie et a déménagé à Londres. Son frère Andrea Di Carlo a repris le commandement de la famille de la mafia et est devenu membre de la  Commission de la mafia sicilienne.
Selon Francesco Di Carlo, « il a été expulsé en 1982 parce qu'il refusait de trahir certains membres du clan Cuntrera-Caruana Mafia » (Pasquale Cuntrera et Alfonso Caruana), pendant la guerre de la mafia dans la province d'Agrigente qui s'est déroulée parallèlement à la deuxième guerre de la mafia à Palerme. Le chef de la mafia, Carmelo Colletti, lié aux Corleonesi, avait pris le commandement après avoir tué Giuseppe Settecasi et son lieutenant Leonardo Caruana. Colletti a été tué en 1983.

### Trafic de drogue
Au Royaume-Uni, Francesco Di Carlo est impliqué dans le trafic de haschisch et d'héroïne. Il a acheté un manoir à Woking, Surrey, près de Londres. Au Royaume-Uni, il s'est associé à Alfonso Caruana. Di Carlo a créé une infrastructure pour faciliter les opérations de contrebande: il possédait un hôtel, des agences de voyages et des sociétés d'import-export.
En juin 1985, British Custom & Excise et la Gendarmerie royale du Canada (GRC) ont saisi 60 kilogrammes d'héroïne lors d'une livraison surveillée. Au Royaume-Uni, Di Carlo a été arrêté avec trois autres personnes et en mars 1987 il a été reconnu coupable et condamné à 25 ans de prison pour trafic d'héroïne.

### Pentito
En juin 1996, Francesco Di Carlo décide de collaborer avec les autorités italiennes et est transféré de sa prison du Royaume-Uni à Rome. Il est considéré comme le « nouveau Buscetta ». Di Carlo mentionne que plusieurs politiciens étaient membres de Cosa Nostra, entre autres: les démocrates-chrétiens Bernardo Mattarella et Calogero Volpe, l'ancien président de la Région sicilienne Giuseppe Provenzano, et l'universitaire Giovanni Musotto, père de Francesco Musotto.
Il a également témoigné sur le meurtre du journaliste d'investigation Mauro De Mauro, enlevé et probablement tué par la mafia en 1970. Francesco Di Carlo déclare en 2001 que De Mauro avait été tué car il avait appris qu'un de ses anciens amis fascistes, le prince Junio Valerio Borghese, planifiait un coup d'État (appelé Golpe Borghese) avec des officiers de l'armée partageant les mêmes idées déterminés à arrêter ce qu'ils considéraient comme la dérive de l'Italie vers la gauche. Di Carlo est devenu un témoin important dans de nombreux procès antimafia et a également témoigné dans les procès contre Marcello Dell'Utri l'ancien bras droit de l'ancien Premier ministre Giulio Andreotti et de Silvio Berlusconi.
Il voulait déménager au Canada dans le cadre d'un accord international sur les repentis qui lui permet d'être réinstallé presque partout dans le monde. Dans une interview avec W-FIVE, Di Carlo a confirmé l'allégation selon laquelle la mafia sicilienne considère le Canada comme le meilleur endroit au monde pour mener ses activités criminelles. En novembre 2000, Di Carlo s'est entretenu avec W-FIVE dans l'espoir d'envoyer un message à Alfonso Caruana. Au cours de son entretien, il a révélé que le haut conseil de la mafia avait ordonné à Di Carlo d'assassiner Caruana, tombé en disgrâce. Di Carlo a refusé, mettant sa vie en danger. Di Carlo voulait que les Caruana se souviennent de cette faveur salvatrice.

### Participation au meurtre de Roberto Calvi
En juillet 1991, le pentito Francesco Marino Mannoia a affirmé que Francesco Di Carlo avait tué Roberto Calvi, surnommé « le banquier de Dieu », parce qu'il était à la tête de Banco Ambrosiano, dont la Banque du Vatican était le principal actionnaire. Calvi a été tué sur ordre de Giuseppe Calò parce qu'il avait perdu des fonds de la mafia lors de la faillite de Banco Ambrosiano.
Lorsque Francesco Di Carlo est devenu témoin à charge en juin 1996, il a nié être le tueur, mais a admis qu'il avait été approché par Calò pour faire le travail. Cependant, Francesco Di Carlo n'a pas pu être joint à temps, et lorsqu'il a appelé Calò, ce dernier lui a répondu que tout avait déjà été mis en place. Selon Francesco Di Carlo, les tueurs sont Vincenzo Casillo et Sergio Vaccari, qui appartenaient à la Camorra de Naples et ont été tués depuis,.

### Mort
Francesco Di Carlo meurt le 16 avril 2020 à l'âge de 79 ans après avoir contracté la maladie Covid-19. Il était hospitalisé à Paris, où il vivait depuis plusieurs années.